# Thiết giáp hạm

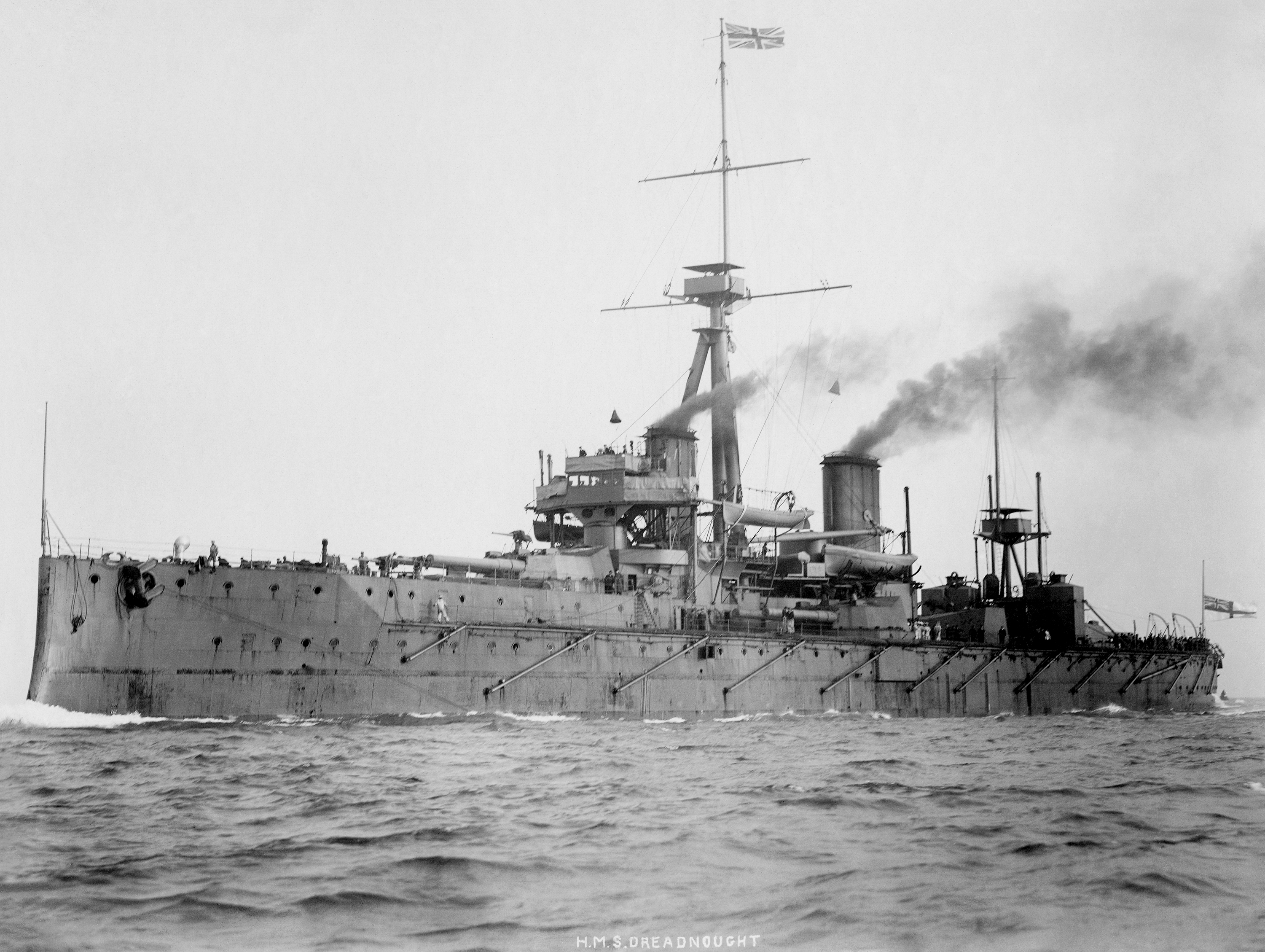
HMS Dreadnought

Thiết giáp hạm (tiếng Anh: battleship)là một loại tàu chiến lớn được bọc thép dày với dàn hỏa lực chính bao gồm pháo có cỡ nòng rất lớn (trên 300mm). Thiết giáp hạm là loại tàu to hơn, được trang bị vũ khí mạnh hơn và có vỏ giáp tốt hơn so với tàu tuần dương và tàu khu trục. Là những tàu chiến vũ trang lớn nhất của hạm đội, thiết giáp hạm thường được sử dụng để chiếm lấy quyền kiểm soát mặt biển và là đại diện cho đỉnh cao sức mạnh hải quân của một quốc gia trong giai đoạn từ thế kỷ XIX cho đến giữa chiến tranh thế giới thứ hai. Tuy nhiên, do sự phát triển vượt bậc của các loại vũ khí tác chiến tầm xa trên biển như máy bay, ngư lôi và nhất là tên lửa có điều khiển sau Thế chiến 2 đã khiến các khẩu pháo siêu lớn của thiết giáp hạm ngày càng trở nên lạc hậu và không còn hữu dụng như trước. Điều này khiến cho thiết giáp hạm mất đi vai trò trong tác chiến hải quân và dần bị thải loại theo thời gian. Đến cuối thế kỷ 20 thì không còn chiếc thiết giáp hạm nào được sử dụng chính thức trong biên chế của các lực lượng hải quân trên toàn thế giới.
Việc thiết kế thiết giáp hạm được tiến triển qua việc tích hợp và ứng dụng nhiều tiến bộ về kỹ thuật. Tên tiếng Anh battleship được dùng để mô tả một kiểu tàu chiến bọc sắt được cải tiến, mà sau này được gọi là thiết giáp hạm tiền-dreadnought. Đến năm 1906, việc đưa ra hoạt động chiếc HMS Dreadnought báo trước một cuộc cách mạng về thiết kế đến mức những thiết giáp hạm ra đời sau nó được gọi là những "dreadnought".
Thiết giáp hạm từng là biểu trưng của sự thống trị hải quân và là sức mạnh của một quốc gia, và trong nhiều thập niên chúng là những yếu tố quan trọng trong cả chiến lược quân sự lẫn ngoại giao. Cuộc chạy đua vũ trang toàn cầu trong việc chế tạo thiết giáp hạm vốn đã bắt đầu từ cuối Thế kỷ XIX và càng trầm trọng hơn với sự ra đời của chiếc HMS Dreadnought là một trong những nguyên nhân đưa đến Chiến tranh Thế giới thứ nhất, chứng kiến cuộc đối đầu giữa các hạm đội lớn trong trận Jutland. Hiệp ước Hải quân Washington năm 1922 cùng các thỏa thuận tiếp theo trong những năm 1930 đã thành công trong việc giới hạn số lượng và tải trọng của thiết giáp hạm, nhưng không thể ngăn cản sự tiến triển trong thiết kế. Cả hai phe Đồng Minh và Phe Trục đều đưa ra hoạt động cả những thiết giáp hạm cũ và mới trong Chiến tranh Thế giới thứ hai.
Giá trị của những chiếc thiết giáp hạm từng bị nghi ngờ, ngay cả vào thời kỳ thịnh hành của chúng. Trận Tsushima (1905) là cuộc đối đầu quyết định duy nhất giữa hai hạm đội tàu chiến bọc thép. Ngoại trừ trận Jutland (1916) không có tính quyết định thì có ít những cuộc đối đầu trực tiếp giữa các thiết giáp hạm sau đó. Cho dù có pháo lớn và vỏ giáp dày nhưng thiết giáp hạm ngày càng trở nên mong manh trước các đợt tấn công của các loại vũ khí, khí tài có kích thước nhỏ và chi phí chế tạo, vận hành rẻ tiền hơn rất nhiều lần, thoạt đầu là tàu ngầm được trang bị ngư lôi và thủy lôi, rồi sau đó là đến máy bay và tên lửa có điều khiển. Nhược điểm chính của thiết giáp hạm là cự ly tấn công bị giới hạn ở mức dưới 40 km (là tầm bắn của hải pháo trên tàu), cự ly này đã bị vượt qua bởi máy bay và tên lửa. Kết quả là các tàu sân bay được trang bị máy bay có cự ly tấn công hàng trăm km, ngoài tầm bắn của những khẩu siêu pháo trên các thiết giáp hạm đã thay thế cho loại tàu này ở vai trò tàu chiến chủ lực từ nửa sau Thế Chiến 2 trở đi. Chiếc thiết giáp hạm cuối cùng được người Anh hạ thủy vào năm 1945 là HMS Vanguard. Những chiếc thiết giáp hạm thuộc lớp Iowa được Hải quân Hoa Kỳ giữ lại sử dụng trong giai đoạn Chiến tranh Lạnh chỉ với vai trò hỗ trợ hỏa lực mặt đất; và những chiếc thiết giáp hạm này cuối cùng được rút toàn bộ khỏi Đăng bạ Hải quân vào tháng 3 năm 2006.

### Chiến tranh Lạnh

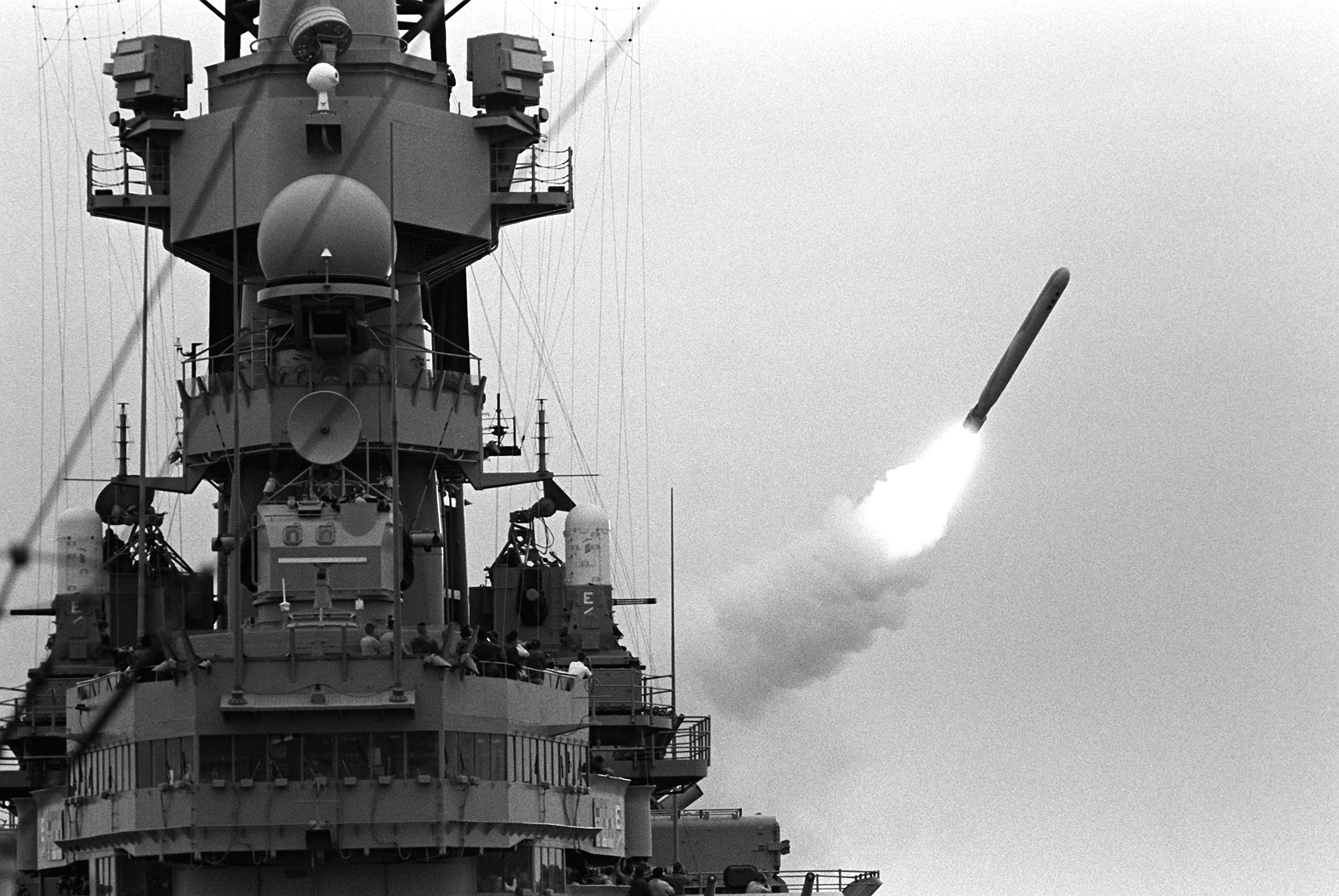
Thiết giáp hạm Missouri phóng một tên lửa BGM-109 Tomahawk trong Chiến dịch Bão táp Sa mạc năm 1991.

### Giai đoạn hiện đại

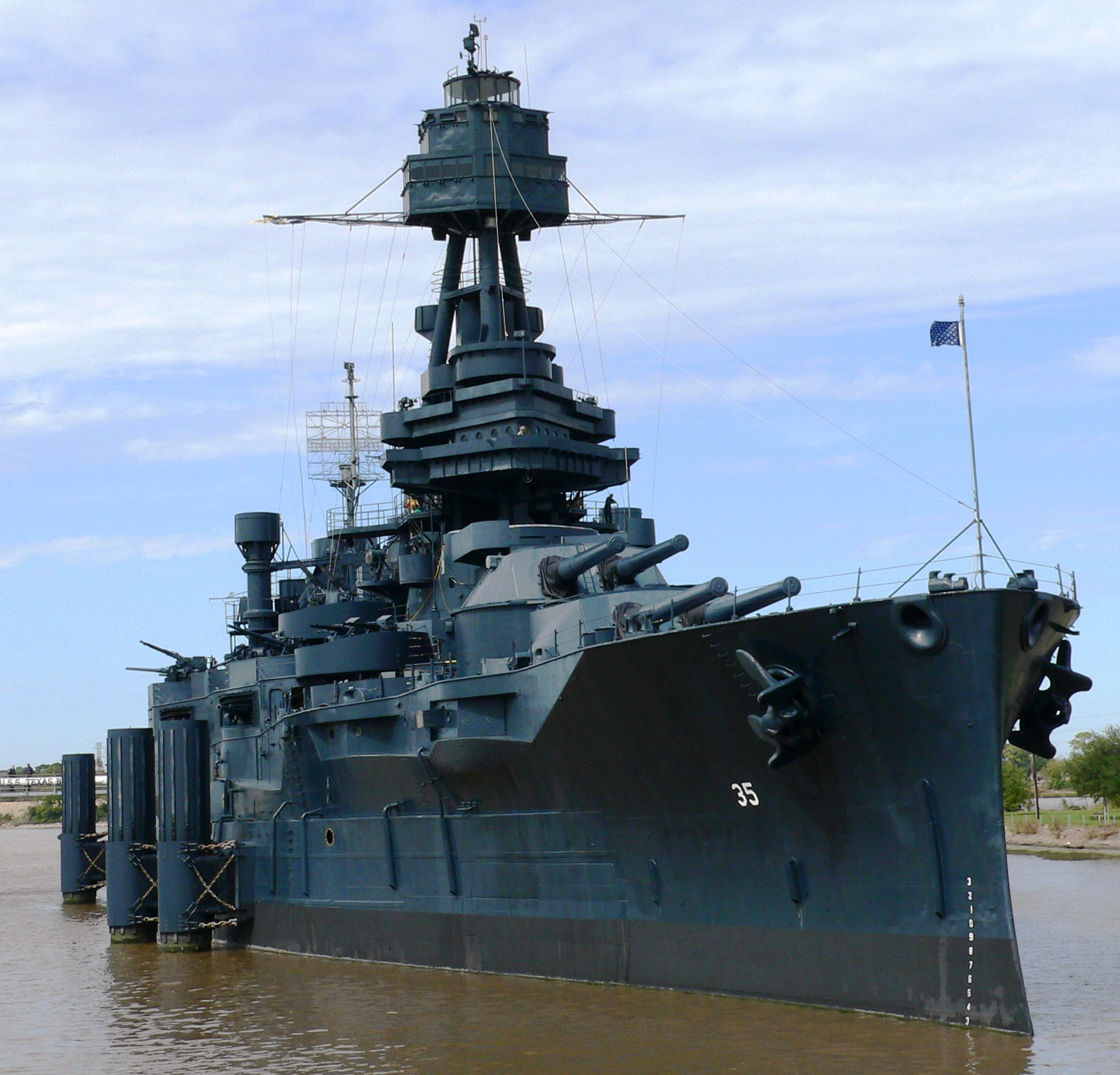
Thiết giáp hạm Texas (1912) của Hoa Kỳ là kiểu mẫu thiết giáp hạm giai đoạn Dreadnought duy nhất được bảo tồn.

## Tên gọi
Tên gọi battleship trong tiếng Anh được đưa ra lần đầu tiên vào khoảng năm 1794, và là thể rút gọn của cụm từ tàu chiến tuyến (line-of-battle ship), vốn dùng để chỉ đến thế hệ các tàu chiến bằng gỗ từng thống trị trong kỷ nguyên tàu buồm (Age of Sail). Từ này được sử dụng một cách thông dụng vào cuối những năm 1880 để mô tả một kiểu tàu chiến bọc sắt được cải tiến, mà sau này được gọi là thiết giáp hạm tiền-dreadnought. Vào năm 1906, việc đưa ra hoạt động chiếc HMS Dreadnought báo trước một cuộc cách mạng trong thiết kế thiết giáp hạm. Các kiểu thiết giáp hạm sau đó vốn chịu ảnh hưởng lớn bởi HMS Dreadnought được gọi là những "dreadnought".
Sau khi tiếng Anh có từ battleship, các ngôn ngữ khác cũng tìm thuật ngữ tương đương với từ này cho ngôn ngữ của mình. Trung Quốc gọi là 戰列艦 (chiến liệt hạm, nghĩa là "tàu chiến dàn hàng"), 戰鬥艦 (chiến đấu hạm), 主力艦 (chủ lực hạm) hay 戰艦 (chiến hạm); Nhật Bản thì gọi là 戦艦 (chiến hạm); tiếng Nga: Линейный корабль, nghĩa là "tàu chiến tuyến". Từ điển bách khoa quân sự Việt Nam ấn bản 2004 còn gọi thiết giáp hạm là tàu thiết giáp hay tàu bọc thép có khả năng dựa trên thuật ngữ Cuirassé của Pháp. Một số từ điển quân sự Anh-Việt tại Việt Nam và đa số các từ điển trực tuyến trên mạng thì dịch battleship là tàu chiến lớn.

## Lịch sử

### Tàu chiến tuyến
Tàu chiến tuyến là tàu chiến chạy buồm lớn bằng gỗ không bọc thép, được trang bị một dàn pháo có thể lên đến 120 khẩu pháo nòng nhẵn và pháo ngắn. Tàu chiến tuyến là một sự tiến triển dần dần từ một thiết kế căn bản vốn đã bắt đầu từ thế kỷ XV, và ngoài việc tăng lên về kích thước, chúng có ít thay đổi giữa việc áp dụng chiến thuật hàng chiến trận vào đầu thế kỷ XVII cho đến khi kết thúc thế hệ tàu chiến chạy buồm vào thập niên 1830. Từ năm 1794, từ ngữ thay thế 'line of battle ship' được thu gọn (trước tiên là không chính thức) thành 'battle ship' hay 'battleship'.

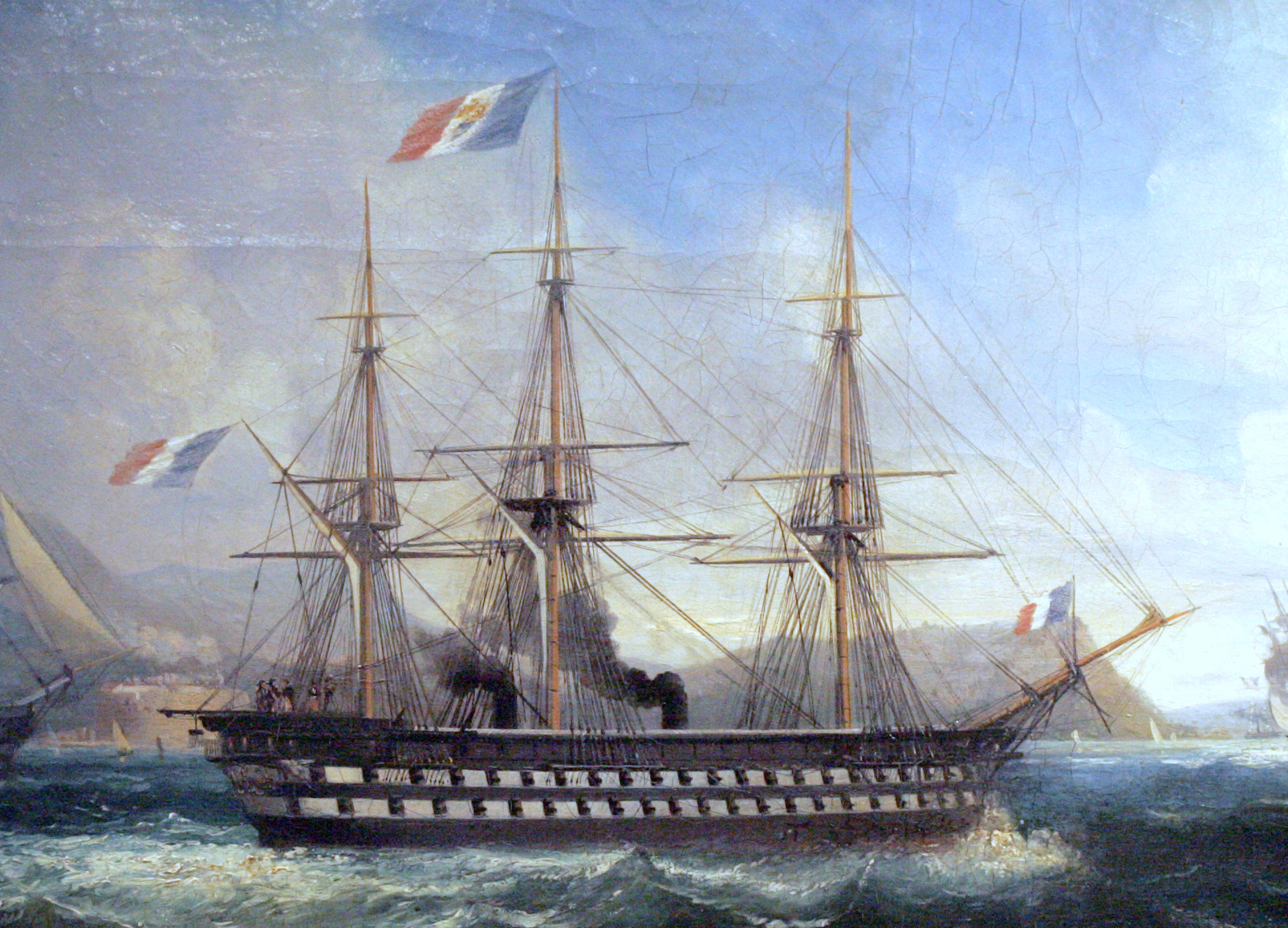
Le Napoléon (1850), tàu chiến chạy bằng hơi nước đầu tiên

Số lượng pháo thuần túy có thể bắn qua mạn tàu có nghĩa là một tàu chiến chạy buồm có thể phá hủy mọi con tàu gỗ, phá hỏng lườn tàu và cột buồm và giết chết thủy thủ đoàn. Tuy nhiên, tầm bắn hiệu quả của các khẩu pháo vào lúc đó chỉ có vài trăm mét, nên chiến thuật của các tàu chạy buồm phụ thuộc một phần vào gió.
Thay đổi lớn đầu tiên trong khái niệm về tàu chiến tuyến là việc giới thiệu động cơ hơi nước như là nguồn động lực phụ cho tàu chiến. Năng lượng hơi nước được áp dụng dần trong hải quân vào nữa đầu thế kỷ XIX, thoạt tiên là cho các tàu nhỏ và sau đó là cho các tàu hộ tống (frigate). Hải quân Pháp áp dụng hơi nước cho tàu chiến tuyến đầu tiên là chiếc Le Napoléon 90 khẩu pháo vào năm 1850, chiếc thiết giáp hạm hơi nước thực sự đầu tiên. Napoleon được trang bị vũ khí như một tàu chiến tuyến thông thường, nhưng động cơ hơi nước khiến cho nó có thể đạt được vận tốc 22 km/h (12 knot) bất kể điều kiện gió, một ưu thế tiềm năng mang tính quyết định trong những cuộc hải chiến. Việc giới thiệu động cơ hơi nước đã thúc đẩy sự gia tăng kích cỡ của tàu chiến. Pháp và Anh Quốc là những nước duy nhất phát triển các hạm đội tàu gỗ động cơ hơi nước chân vịt, cho dù hải quân nhiều nước khác đưa ra hoạt động một số lượng nhỏ tàu chiến chạy bằng chân vịt, bao gồm Nga (9), Thổ Nhĩ Kỳ (3), Thụy Điển (2), Napoli (1), Đan Mạch (1) và Áo (1).

### Tàu chiến bọc sắt

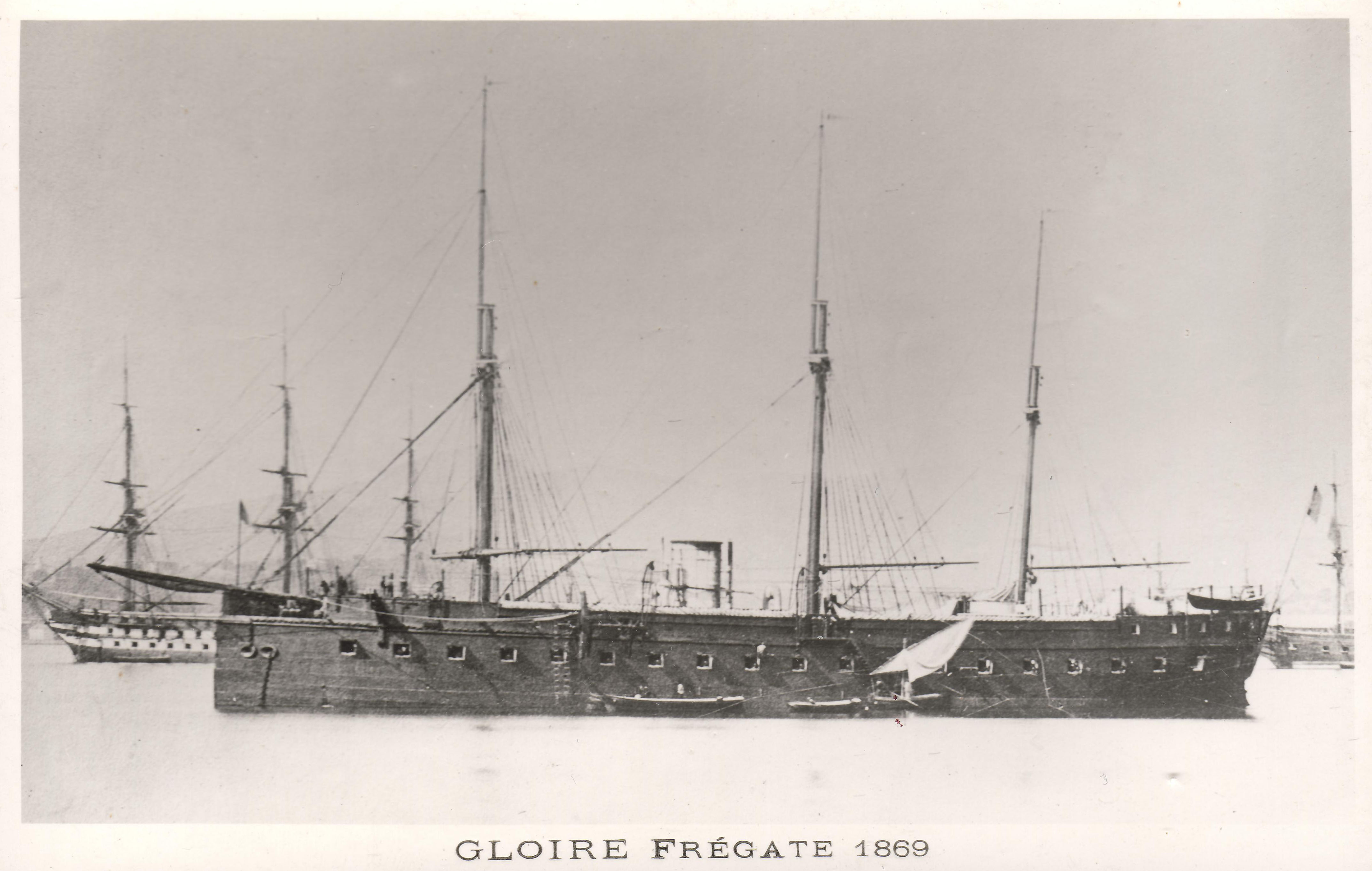
Tàu chiến La Gloire (1859) của Pháp, tàu chiến bọc thép đi biển đầu tiên

Việc áp dụng năng lượng hơi nước chỉ là một trong số các tiến bộ kỹ thuật đã cách mạng hóa việc thiết kế tàu chiến trong Thế kỷ XIX. Tàu chiến tuyến bị tàu chiến bọc sắt bắt kịp là nhờ: động lực bằng hơi nước, bảo vệ bằng áo giáp kim loại, và trang bị pháo bắn ra đạn nổ công suất mạnh.

#### Đạn nổ công suất mạnh
Pháo bắn ra đạn nổ hay đạn cháy là mối đe dọa chính cho các tàu gỗ, và các kiểu vũ khí này nhanh chóng phổ biến sau sự ra đời của pháo 203 mm (8 inch) như một vũ khí tiêu chuẩn của các tàu chiến tuyến Pháp và Mỹ vào năm 1841. Trong cuộc chiến tranh Crimea, sáu tàu chiến tuyến và hai tàu hộ tống thuộc Hạm đội Biển Đen Nga đã tiêu diệt bảy tàu hộ tống (frigate) và ba tàu hộ tống nhỏ (corvette) Thổ Nhĩ Kỳ bằng đạn nổ công suất cao trong trận Sinop vào năm 1853. Sau đó trong cuộc chiến, hạm đội tàu chiến bọc sắt Pháp đã sử dụng vũ khí tương tự để chống lại sự phòng ngự trong trận Kinburn.
Dù sao tàu vỏ gỗ cũng chịu đựng khá tốt đạn pháo, như được chứng tỏ trong trận Lissa năm 1866, khi chiếc tàu hơi nước hai tầng hiện đại của Áo Kaiser băng qua chiến trường hỗn loạn và húc trúng một tàu bọc sắt Ý, phải chịu đựng khoảng 80 phát bắn trúng từ các tàu bọc sắt Ý trong đó có nhiều đạn pháo, và ít nhất có một phát đạn 136 kg (300 lb) bắn trực diện. Cho dù bị mất rầm néo buồm mũi cùng cột buồm trước và bị cháy, nó lại sẵn sàng hoạt động chỉ trong ngày hôm sau.

#### Vỏ bọc sắt và việc chế tạo

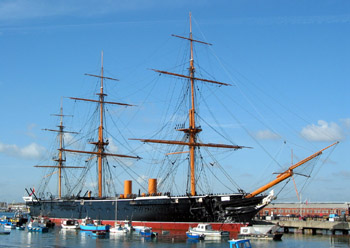
HMS Warrior (1860), tàu chiến bọc sắt đi biển đầu tiên của Hải quân Hoàng gia.

Sự phát triển của đạn nổ công suất cao đưa đến sự cần thiết phải áp dụng vỏ giáp bọc sắt cho tàu chiến. Vào năm 1859, Pháp cho hạ thủy La Gloire, chiếc tàu chiến bọc sắt đi biển đầu tiên. Nó có cách bố trí của một tàu chiến tuyến, được giảm bớt còn một sàn tàu để tiết kiệm trọng lượng. Cho dù được làm bằng gỗ và phụ thuộc vào buồm trong hầu hết chuyến đi, La Gloire được trang bị một chân vịt, và lườn tàu bằng gỗ được bảo vệ bởi một lớp vỏ sắt dày. La Gloire đã dấy nên những sự cải tiến hơn nữa của Hải quân Hoàng gia, vốn khao khát muốn ngăn cản Pháp có được ưu thế dẫn đầu về kỹ thuật.
Chiếc tàu hộ tống bọc sắt vượt trội HMS Warrior của Anh nối gót La Gloire chỉ trong vòng 14 tháng, và cả hai quốc gia đều khởi sự một chương trình chế tạo tàu bọc sắt mới cũng như chuyển đổi các tàu chiến tuyến chân vịt hiện có thành những tàu hộ tống bọc sắt. Trong vòng hai năm, Ý, Áo, Tây Ban Nha và Nga đều đặt hàng các tàu chiến bọc sắt; vào lúc diễn ra trận chạm trán nổi tiếng giữa hai tàu bọc sắt USS Monitor và CSS Virginia ở trận Hampton Roads trong cuộc Nội chiến Hoa Kỳ, ít nhất hải quân của tám nước đã sở hữu những tàu chiến bọc sắt.

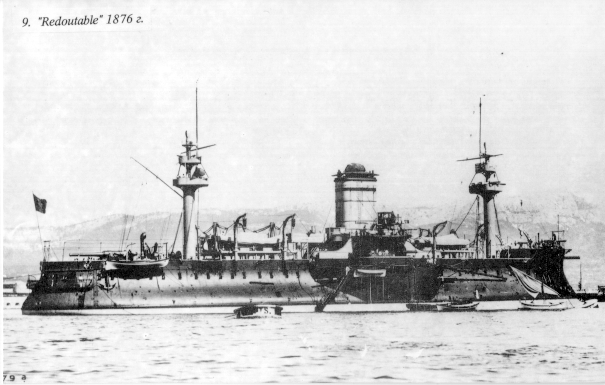
Thiết giáp hạm Pháp Redoutable (1876), thiết giáp hạm đầu tiên sử dụng thép làm vật liệu chế tạo chủ yếu

Hải quân các nước tiến hành thử nghiệm vị trí của các khẩu pháo, bố trí trên những tháp pháo xoay (giống như trên chiếc USS Monitor), trong một dàn hỏa lực trung tâm hoặc những tháp súng nhỏ, hoặc là "ram" - dùng mũi cứng húc gãy tàu địch – như là vũ khí chủ yếu. Nhờ sự phát triển của kỹ thuật hơi nước, các cột buồm dần dần được loại bỏ khỏi thiết kế của thiết giáp hạm. Đến giữa những năm 1870, thép được sử dụng làm vật liệu chế tạo cùng với sắt và gỗ. Thiết giáp hạm Redoutable của Hải quân Pháp, được đặt lườn vào năm 1873 và hạ thủy vào năm 1876, là một tàu chiến có dàn hỏa lực trung tâm và tháp pháo nhỏ, trở thành thiết giáp hạm đầu tiên trên thế giới sử dụng thép như là vật liệu chế tạo chủ yếu.

### Thiết giáp hạm tiền-dreadnought

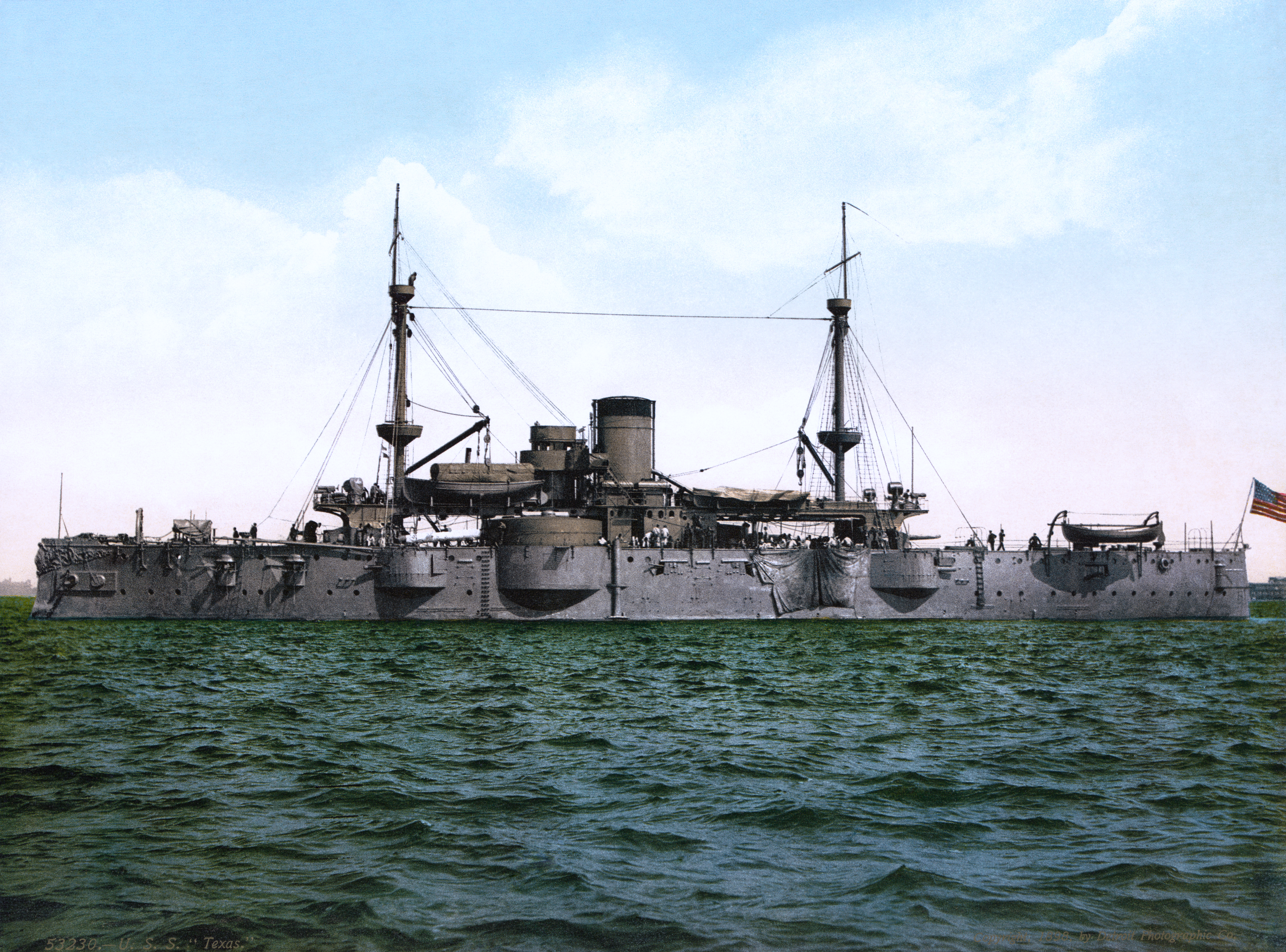
Thiết giáp hạm tiền-dreadnought USS Texas, chế tạo năm 1892, là thiết giáp hạm đầu tiên của Hải quân Hoa Kỳ. Ảnh màu photochrom được in khoảng năm 1898.

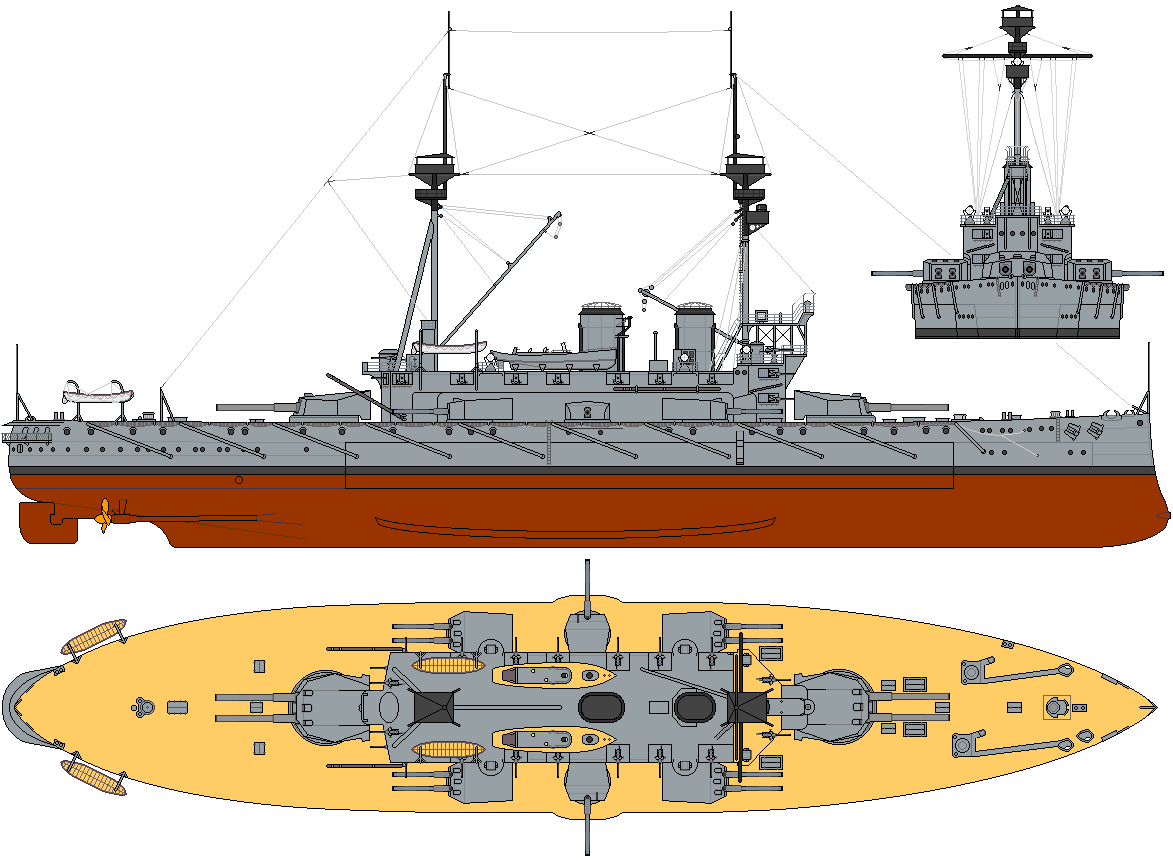
Sơ đồ chiếc HMS Agamemnon (1908), một thiết giáp hạm tiền-dreadnought tiêu biểu giai đoạn cuối

Thuật ngữ "battleship" được Hải quân Hoàng gia chính thức sử dụng khi tái xếp lớp các tàu chiến của họ vào năm 1892. Vào thập niên 1890, những nét tương tự trong thiết kế thiết giáp hạm ngày càng gia tăng, và kiểu tàu giờ đây được biết dưới tên gọi "thiết giáp hạm tiền-dreadnought" bắt đầu xuất hiện. Chúng là những con tàu có vỏ thép dày, trang bị pháo hỗn hợp các cỡ trên những tháp pháo xoay, và không có buồm. Một chiếc thiết giáp hạm hạng nhất tiêu biểu thuộc thế hệ tiền-dreadnought có trọng lượng choán nước 15.000 đến 17.000 tấn, tốc độ 30 km/h (16 knot) và dàn hoả lực bao gồm bốn pháo 305 mm (12 inch) đặt trên hai tháp pháo trước và sau cùng một dàn hỏa lực hạng hai hỗn hợp nhiều cỡ ở giữa tàu chung quanh cấu trúc thượng tầng. Một thiết kế ban đầu với dáng vẽ bề ngoài tương tự như những chiếc tiền-dreadnought là lớp Devastation của Anh vào năm 1871. Tuy nhiên, chỉ đến thập niên 1890, việc áp dụng rộng rãi sự chế tạo bằng thép và vỏ giáp bằng thép tôi mới cho phép một tàu trang bị tháp pháo xoay có thể kết hợp vũ khí và vỏ giáp hạng nặng với tốc độ cao và khả năng đi biển tốt.
Các khẩu pháo chính 305 mm (12 inch) bắn chậm là vũ khí chủ yếu trong các cuộc đụng độ giữa những thiết giáp hạm. Các dàn pháo trung gian và pháo hạng hai có hai vai trò: đối với các tàu chiến chủ lực, chúng được cho là "hỏa lực chào" từ những khẩu pháo hạng hai bắn nhanh có thể đánh lạc hướng các khẩu đội pháo đối phương bằng cách gây hư hại cho cấu trúc thượng tầng; và chúng có hiệu quả hơn trên các tàu chiến nhỏ hơn như là những tàu tuần dương. Các cỡ pháo nhỏ hơn (12-pounder và nhỏ hơn) được dành cho việc bảo vệ thiết giáp hạm chống mối đe dọa của các cuộc tấn công bằng ngư lôi bởi tàu khu trục và tàu phóng lôi.
Sự bắt đầu của thời kỳ tiền-dreadnought lại trùng hợp với việc Anh Quốc muốn tái xác lập quyền thống trị trên biển của họ. Trong nhiều năm Anh đã đánh mất sự bá chủ hải quân, khi các dự án hải quân tốn kém bị các chính trị gia phê phán đòi cắt giảm. Tuy nhiên, vào năm 1888, mối lo ngại chiến tranh với Pháp và việc tăng cường hải quân của Nga đã thúc đẩy sự chế tạo hải quân, và đạo luật Phòng thủ Hải quân Anh Quốc năm 1889 khởi xướng một hạm đội bao gồm tám thiết giáp hạm mới. Một nguyên tắc được xác lập rằng Hải quân Anh phải mạnh hơn hai lực lượng hải quân tiếp theo sau tính gộp lại. Chính sách này được đề ra nhằm răn đe Pháp và Nga trong việc chế tạo thêm nhiều thiết giáp hạm mới, nhưng dù sao cả hai nước này đều phát triển hạm đội của họ bằng nhiều chiếc tiền-dreadnought tốt hơn trong những năm 1890.
Vào những năm cuối của Thế kỷ XIX và những năm đầu của Thế kỷ XX, sự leo thang trong việc chế tạo thiết giáp hạm đã trở thành một cuộc chạy đua vũ trang giữa Anh và Đức. Các đạo luật hải quân Đức năm 1890 và 1898 cho phép họ có được một hạm đội gồm 38 thiết giáp hạm, một mối đe dọa sống còn cho sự cân bằng của các lực lượng hải quân. Anh Quốc đáp trả bằng những chương trình đóng tàu bổ sung, nhưng vào cuối giai đoạn tiền-dreadnought, ưu thế trên biển của Anh đã yếu đi đáng kể. Năm 1883, Đế quốc Anh có 38 thiết giáp hạm, gấp đôi số của Pháp và gần bằng phần còn lại của cả thế giới tính gộp lại; nhưng đến năm 1897, ưu thế dẫn trước của Anh đã kém hơn nhiều do sự cạnh tranh của Pháp, Đức và Nga, cũng như sự phát triển các hạm đội tiền-dreadnought của Ý, Hoa Kỳ và Nhật Bản. Thổ Nhĩ Kỳ, Tây Ban Nha, Thụy Điển, Đan Mạch, Na Uy, Hà Lan, Chile và Brasil đều có các hạm đội hạng hai gồm các tàu tuần dương bọc thép, hải phòng hạm hoặc monitor.
Những chiếc tiền-dreadnought tiếp tục những cải tiến kỹ thuật như của tàu bọc thép. Tháp pháo, vỏ giáp và động cơ hơi nước đều được cải tiến theo thời gian, và các ống phóng ngư lôi được giới thiệu. Một số nhỏ các thiết kế, bao gồm các lớp Kearsarge và Virginia của Mỹ, đã thử nghiệm bố trí tất cả hay một phần dàn hỏa lực trung gian 203 mm (8 inch) bên trên tháp pháo chính 305 mm (12 inch). Kết quả tỏ ra rất kém: các yếu tố giật lùi và hiệu ứng nổ khiến cho các khẩu pháo 8 inch hoàn toàn không thể sử dụng được, và việc không thể ngắm pháo chính và pháo trung gian vào những mục tiêu khác nhau đưa đến những giới hạn chiến thuật đáng kể. Cho dù những cải tiến về thiết kế như vậy giúp tiết kiệm trọng lượng (lý do chính của việc áp dụng), chúng tỏ ra cồng kềnh trong thực hành.

### Thời đại Dreadnought
Năm 1906, Hải quân Hoàng gia Anh cho hạ thủy chiếc thiết giáp hạm mang tính cách mạng HMS Dreadnought. Được hình thành như là kết quả của áp lực từ Đô đốc Sir John "Jackie" Fisher, HMS Dreadnought khiến cho mọi thiết giáp hạm đang có trở thành lạc hậu. Kết hợp một dàn "toàn súng lớn" mười khẩu 305 mm (12 inch) với tốc độ và sự bảo vệ chưa từng có, nó khiến hải quân các nước toàn thế giới phải đánh giá lại chương trình chế tạo thiết giáp hạm của mình. Trong khi Nhật đã đặt lườn một chiếc thiết giáp hạm toàn súng lớn, chiếc Satsuma, vào năm 1904, và khái niệm tàu chiến toàn súng lớn đã lưu truyền trong nhiều năm, nó chưa hề được kiểm nghiệm trong chiến đấu. Dreadnought đã dấy nên một cuộc chạy đua vũ trang mới, chủ yếu là giữa Anh và Đức nhưng được phản ảnh khắp thế giới, vì lớp tàu chiến mới trở thành một yếu tố quyết định trong sức mạnh của quốc gia. 
Sự phát triển kỹ thuật tiếp diễn nhanh chóng trong suốt thời đại dreadnought, với những thay đổi về vũ khí, vỏ giáp và động lực. Mười năm sau khi Dreadnought được đưa ra hoạt động, những con tàu mạnh mẽ hơn, "siêu-dreadnought", được chế tạo.

#### Nguồn gốc

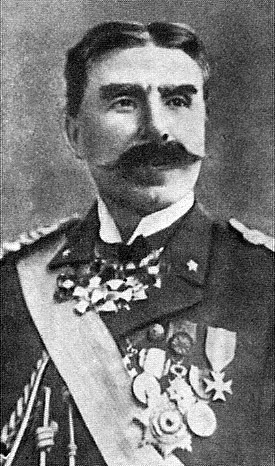
Đô đốc Vittorio Cuniberti.

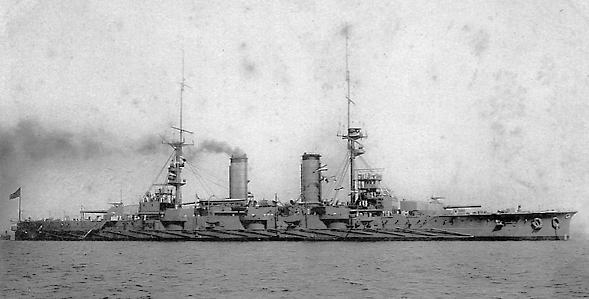
Một thiết kế sơ thảo của Hải quân Đế quốc Nhật Bản, Satsuma là một thiết kế "toàn súng lớn".

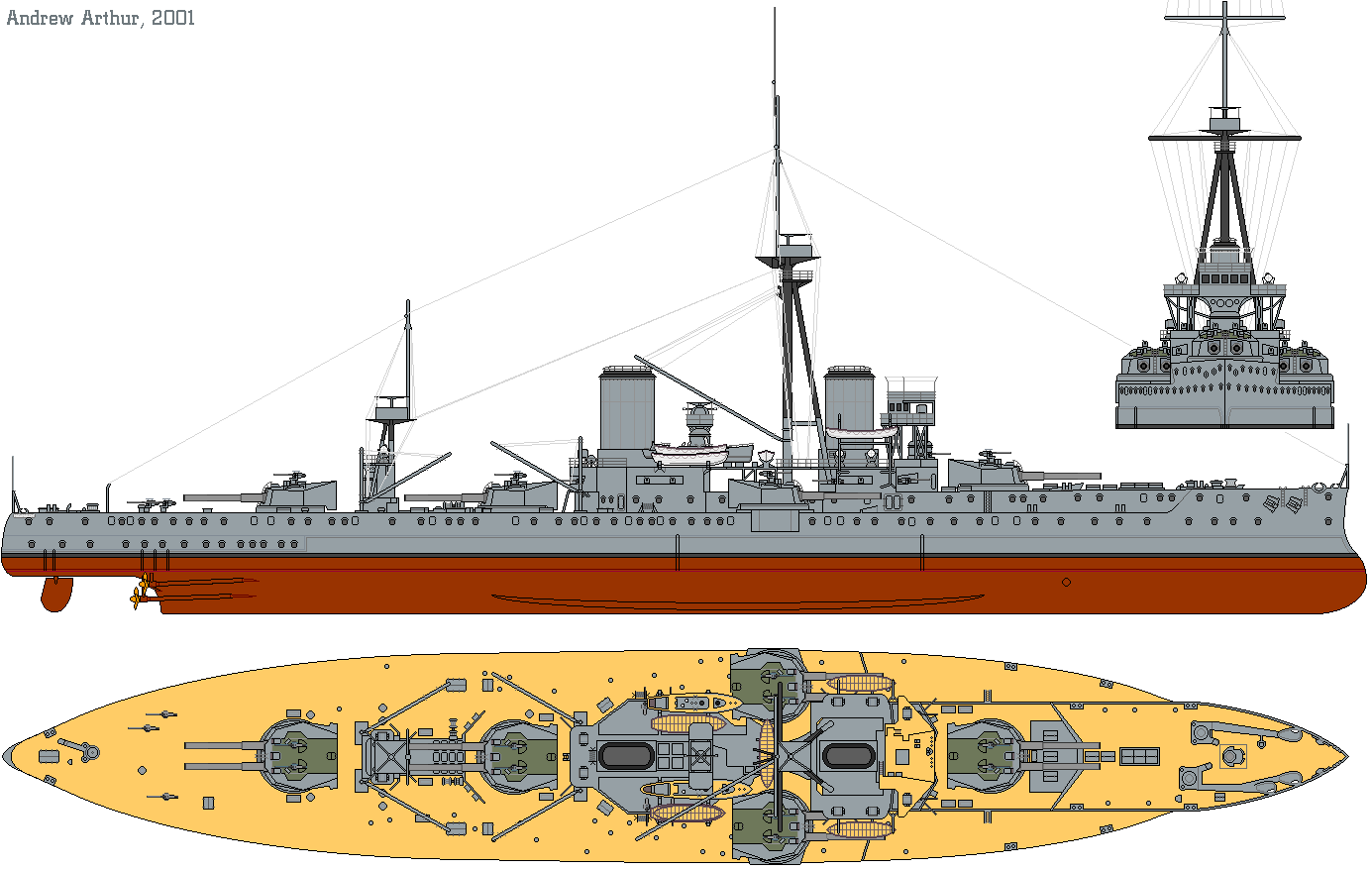
Thiết giáp hạm HMS Dreadnought (1906), đánh dấu một thế hệ thiết giáp hạm mang tên nó

### Chiến tranh Thế giới thứ nhất

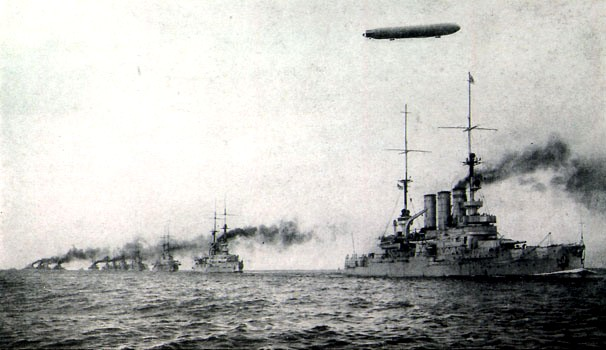
Hạm đội Biển khơi Đức trong Chiến tranh thế giới thứ nhất

### Giai đoạn giữa hai cuộc thế chiến

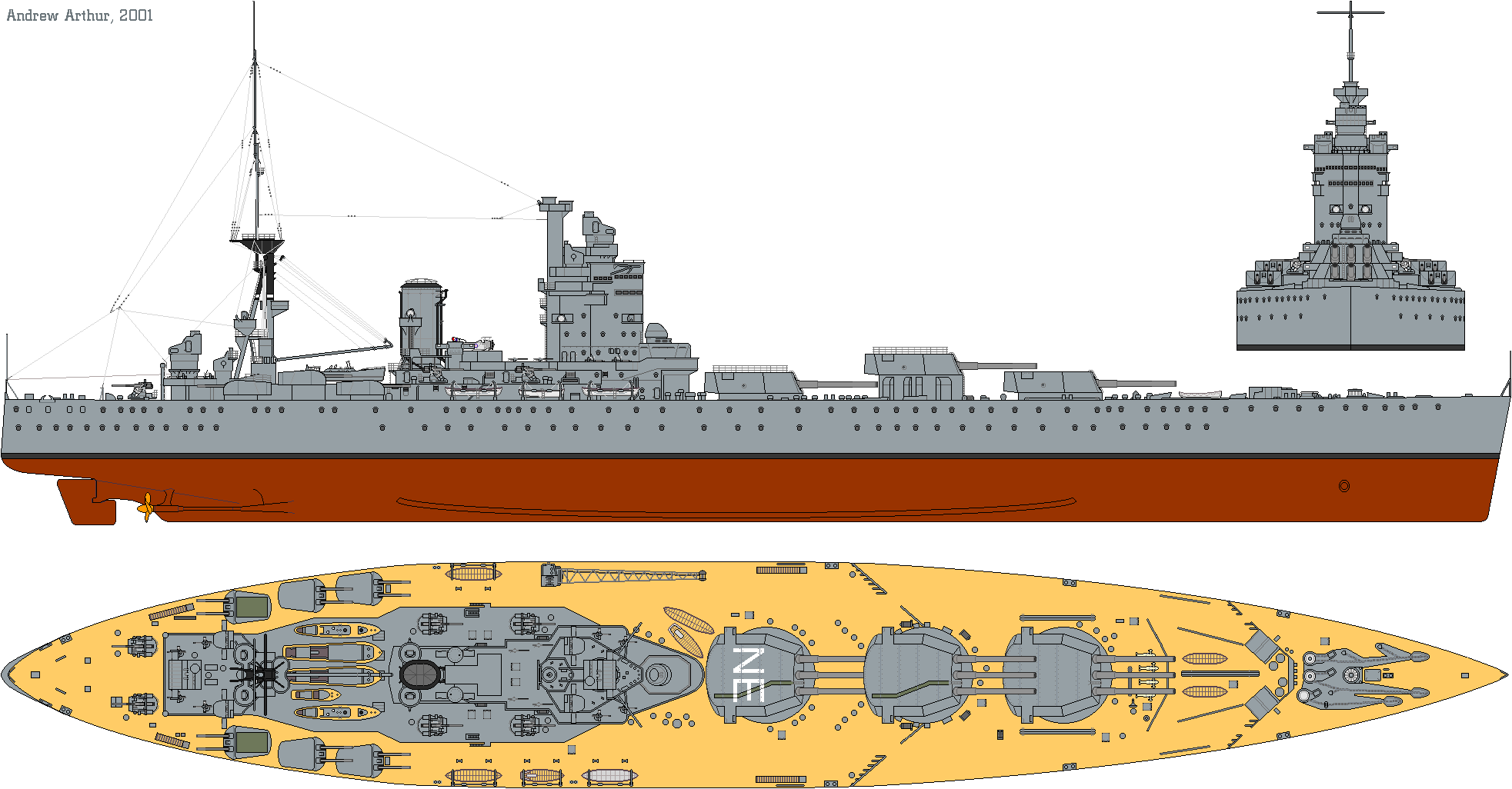
Bản vẽ sơ đồ chiếc HMS Nelson, được đưa vào hoạt động năm 1927.

#### Sự nổi lên của sức mạnh không quân

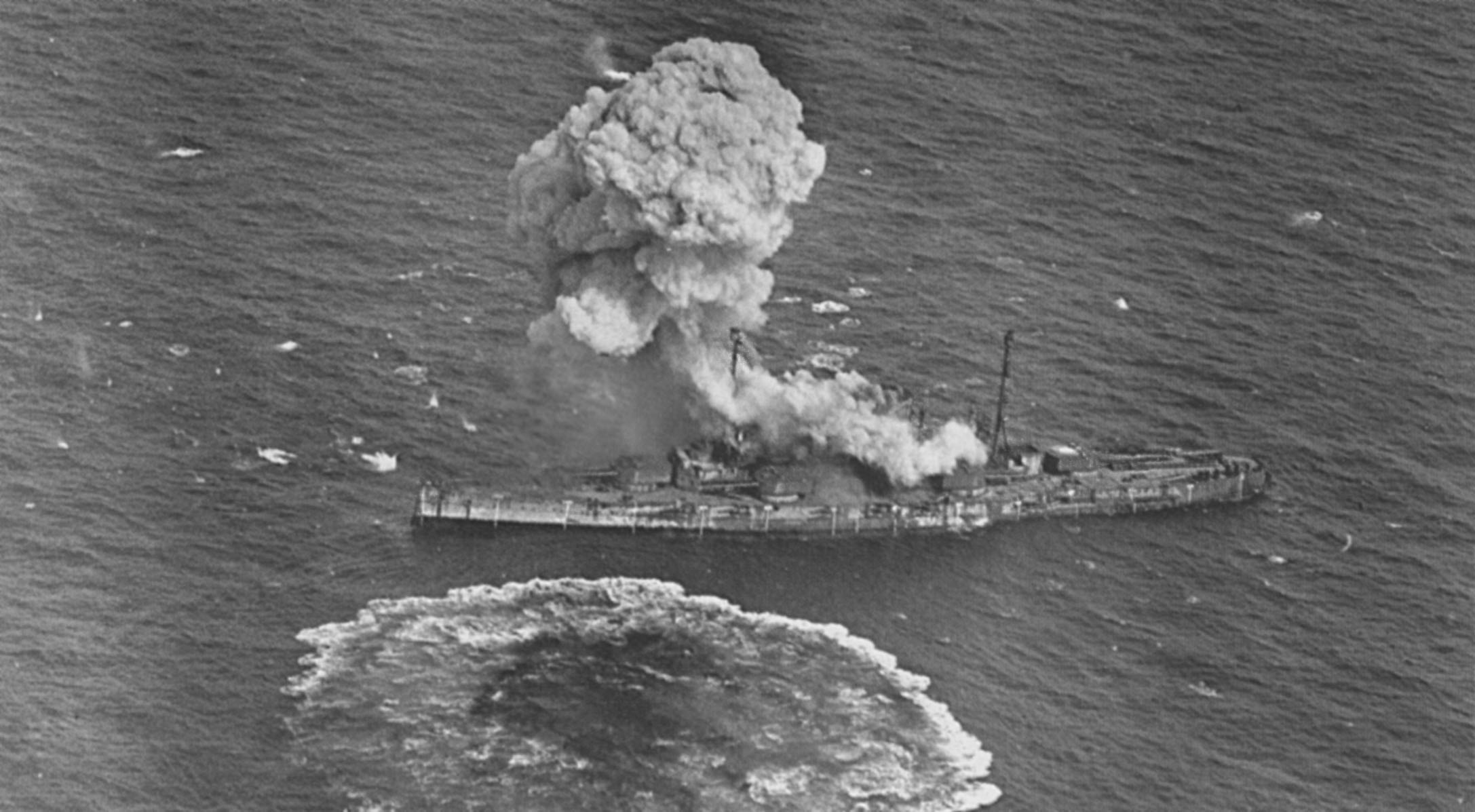
Thử nghiệm ném bom đánh chìm thiết giáp hạm cũ của Đức SMS Ostfriesland (1909) tại Mỹ, tháng 9 năm 1921.

### Chiến tranh Thế giới thứ hai

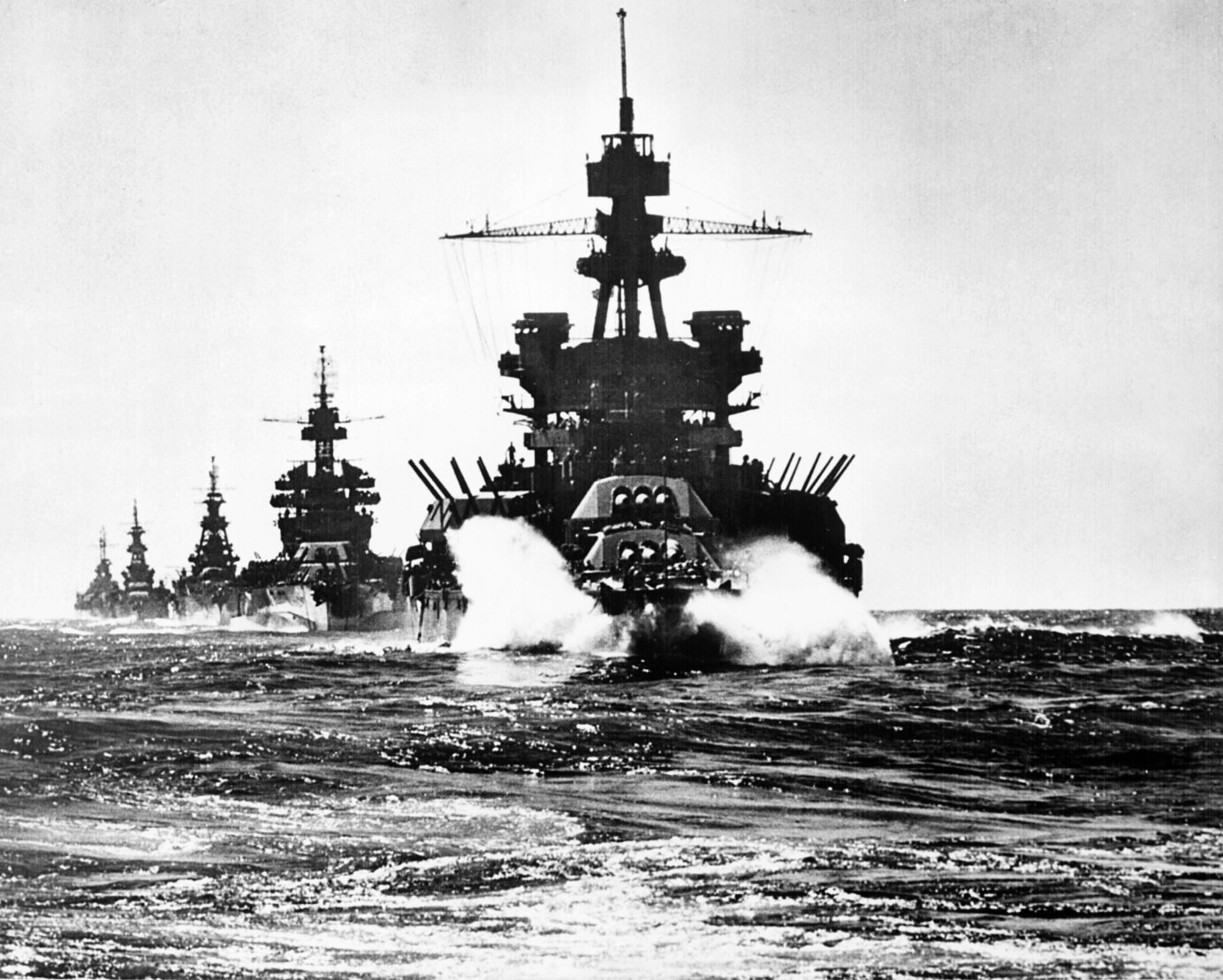
Thiết giáp hạm Pennsylvania đang dẫn trước thiết giáp hạm Colorado và các tàu tuần dương Louisville, Portland và Columbia tiến vào vịnh Lingayen tại Philippines, tháng 1 năm 1945

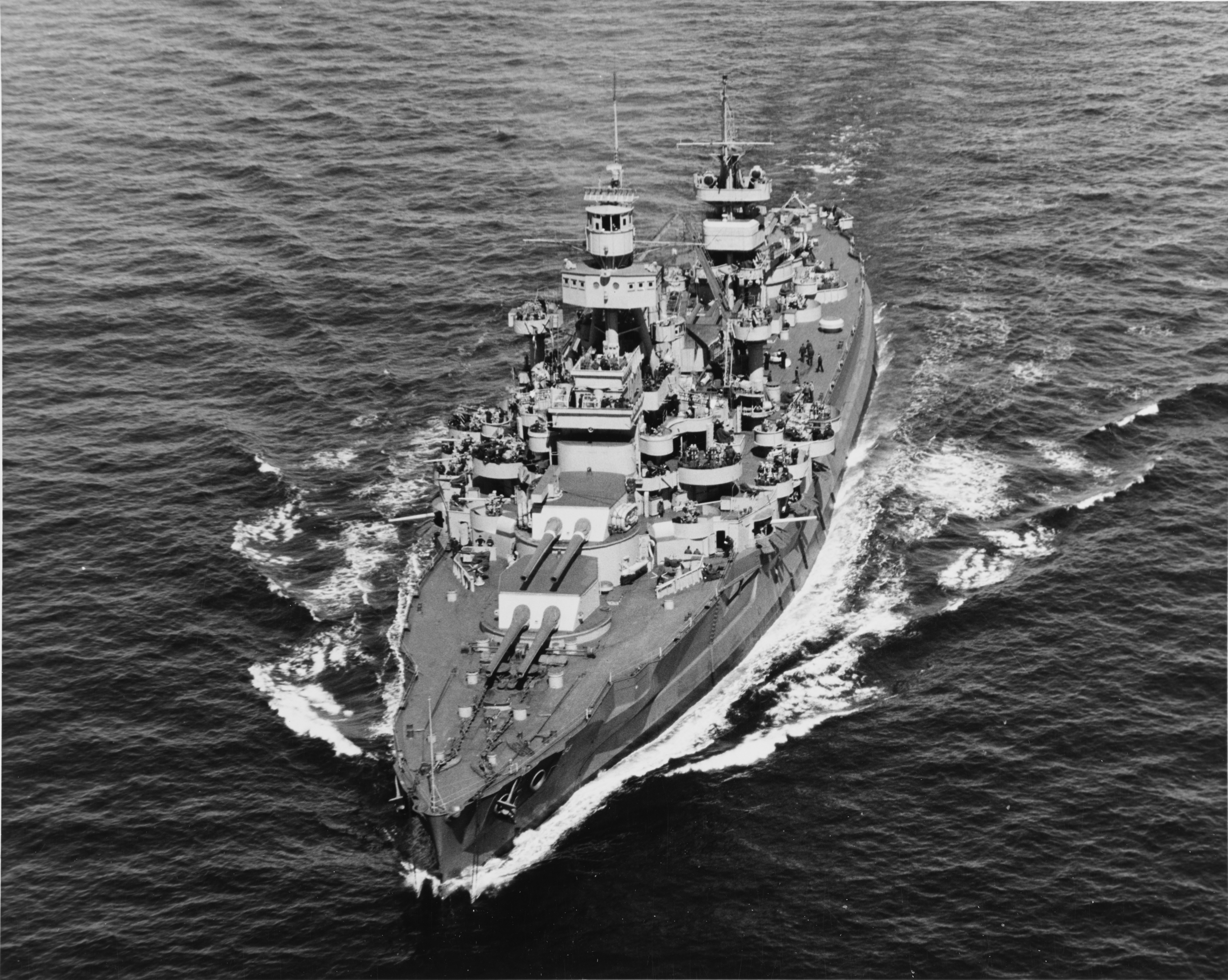
USS Arkansas (BB-33), tháng 4 năm 1944